# Dorfkirche Gruhno

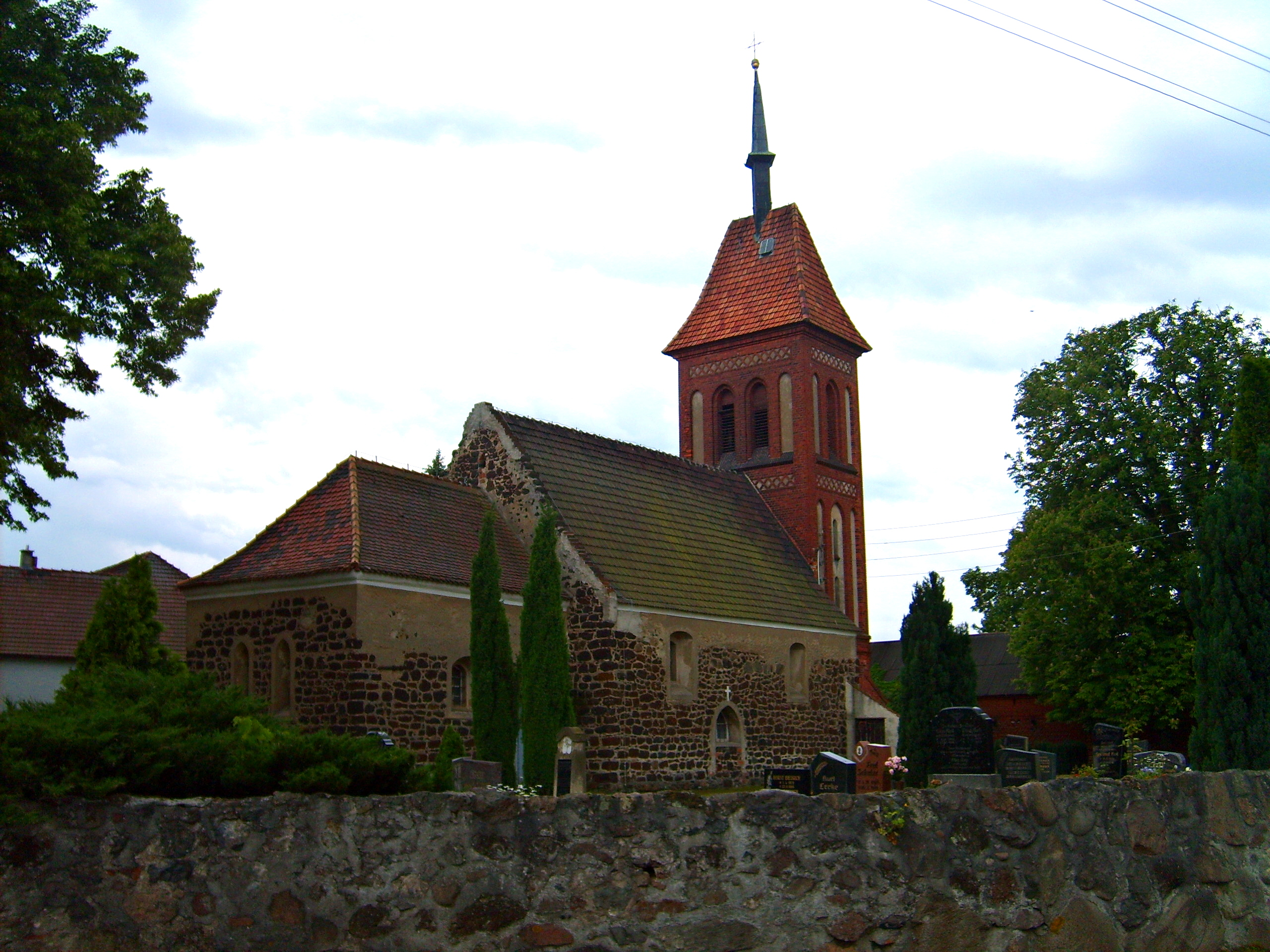
Dorfkirche Gruhno

Die evangelische Dorfkirche Gruhno ist ein denkmalgeschütztes Kirchengebäude im Ortsteil Gruhno in der südbrandenburgischen Gemeinde Schönborn im Landkreis Elbe-Elster.
Der aus dem 13. Jahrhundert stammende Saalbau aus Raseneisenstein befindet sich vom örtlichen Friedhof umgeben im Ortszentrum des Ortes.

## Baubeschreibung und- geschichte

Die Gruhnoer Dorfkirche auf einem Gemälde von Adolf Werner (1860)

Bei dem Bauwerk handelt es sich um einen langgestreckten Saalbau aus Raseneisenstein mit Feldsteinsockel. Im Osten des Kirchenschiffs ist ein eingezogener Rechteckchor mit geradem Ostabschluss zu finden. Westlich des Schiffs befindet sich ein neugotischer Kirchturm, der erst im Jahre 1885 aus Backstein entstanden ist. Zuvor war dieser als Dachreiter ausgeführt. Der Turm wurde mit einem Walmdach versehen, auf welchem sich ein kleiner quadratischer Dachreiter mit Laterne und Spitzhelm befindet. Im Süden des Chors ist ein Anbau davorgesetzt. Dieser verdeckt ein spitzbogiges gestuftes Backsteinportal. Ein in der Nordwand befindliches spitzbogiges Portal wurde halbzugesetzt und dient als Fenster. Die Kirche erfuhr im 17. Jahrhundert Umbauten. Dabei wurden auch die Fenster des Schiffs stichbogenartig erweitert. In ihrer ursprünglichen Form erhalten sind die beiden Lanzettenfenster an der Ostseite des Chors.

## Ausstattung (Auswahl)
In ihrem Inneren besitzt die Kirche eine Holzbalkendecke. Ein Spitzbogen verbindet die Halle des Kirchenschiffs mit dem sich anschließenden Chor. An der Nord- und Südseite befinden sich seit dem Jahre 1722 Emporen. Die Kanzel, deren Standort sich seit dem Jahre 1836 an der Südwand befindet, stammt aus der zweiten Hälfte des 17. Jahrhunderts. Im Chor ist ein schlichter hölzerner Altaraufsatz zu finden. Er wurde gegen Ende des 18. Jahrhunderts geschaffen und 1836 komplett restauriert, wobei er die heutige Farbgebung erst fast 100 Jahre später am Anfang des 20. Jahrhunderts erhielt. Im Zentrum des Altars befindet sich ein Teil eines alten Altarschreins mit eingesetzten Relieffiguren (Madonna, Johannes der Evangelist und ein Bischof) aus dem späten 15. Jahrhundert. Als bemerkenswert gilt der Taufstein der Gruhnoer Kirche. Für ihn wurde ein spätromanisches Kelchblockkapitell aus der Zeit um 1230 verwendet. Seine Ornamente zeigen reiches Blatt- und Rankenwerk sowie an Trauben pickende Vögel. Vermutet wird, dass es einst Teil des Klosters Dobrilugk war und im Verlauf des 19. Jahrhunderts nach Gruhno kam. Ein in ähnlicher Form gestalteter Taufstein aus derselben Zeit ist auch in der Dorfkirche im zehn Kilometer nordwestlich gelegenen Schilda zu finden.
Die in der Kirche vorhandene Orgel stammt aus der Zeit um 1850 und wurde vom Sonnewalder Orgelbaumeister Johann Christoph Schröther (1774–1859) errichtet. Sie besitzt eine mechanische Schleiflade, ein Manual und fünf Register.
Im Kirchturm befinden sich drei Glocken. Die älteste Glocke wurde im Jahre 1889 gegossen und stellt die letzte von ursprünglich drei Glocken dar, die in der Berlin-Zehlendorfer Gießerei von Hugo Collier für die Kirche in Gruhno angefertigt wurden. Die beiden anderen Glocken mussten im Verlauf des Ersten Weltkriegs zu Kriegszwecken abgegeben werden. Seit 2013 hängen zwei weitere Bronzeglocken im Turm, welche eine Stahlglocke von 1925 ersetzen.

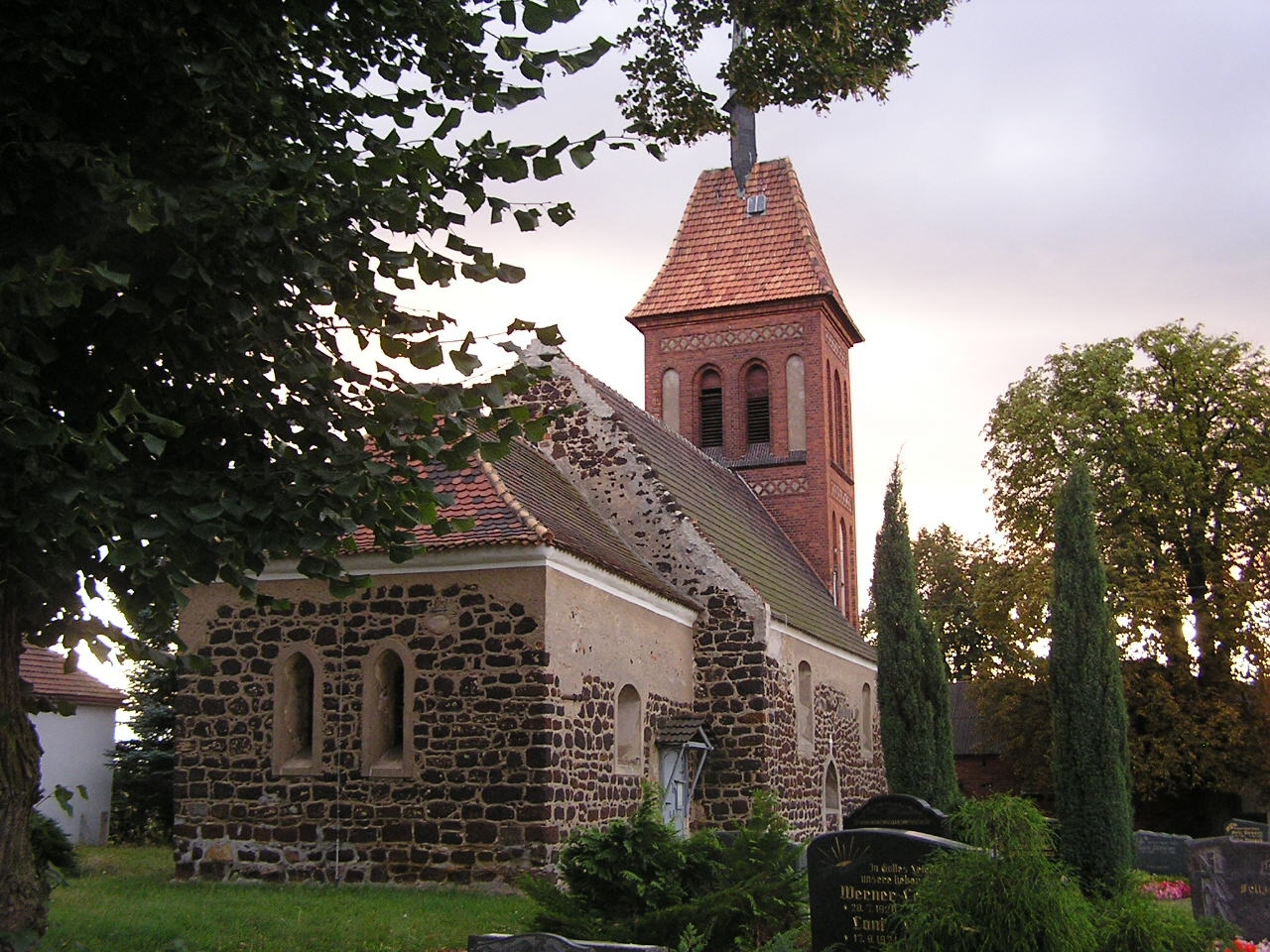
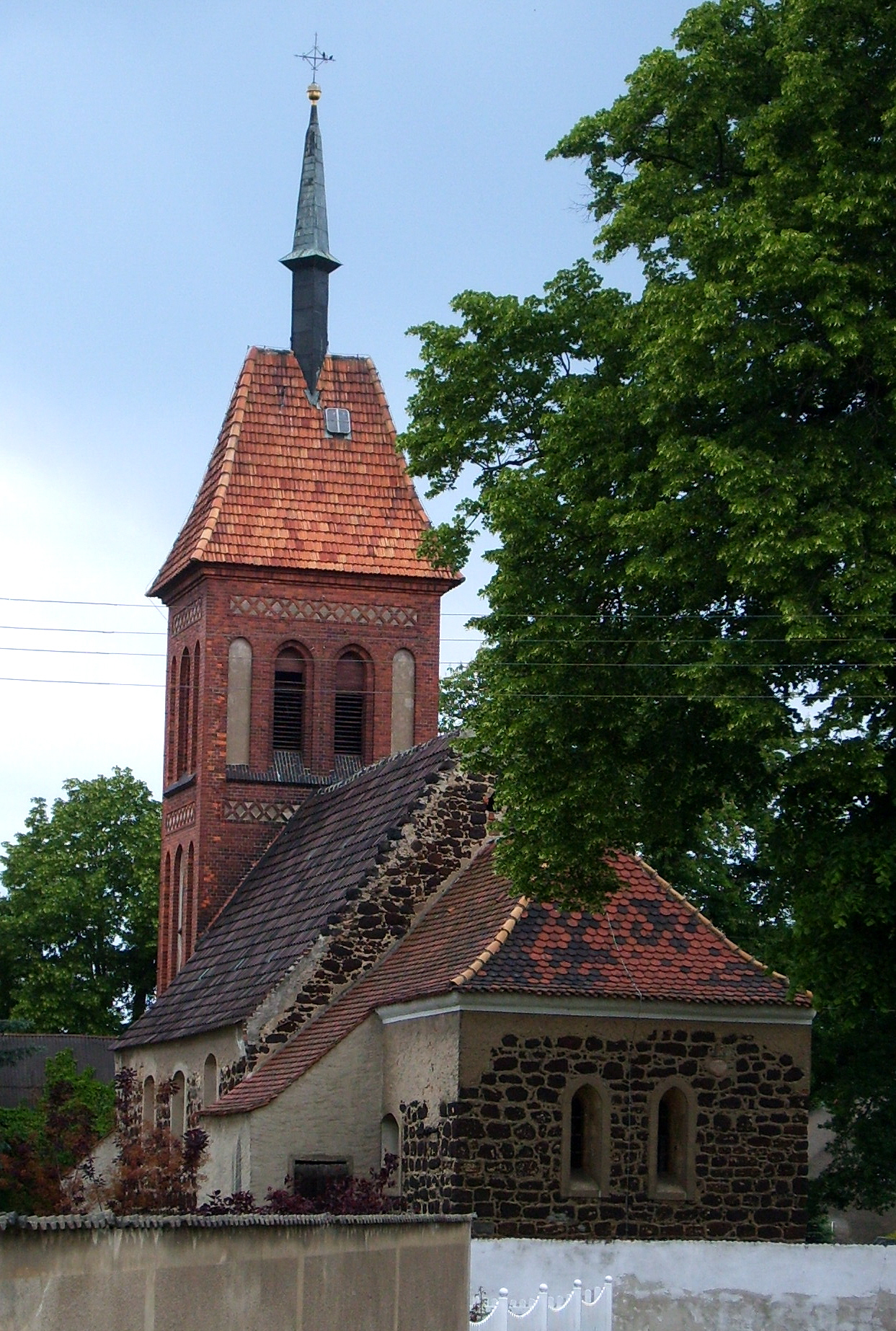
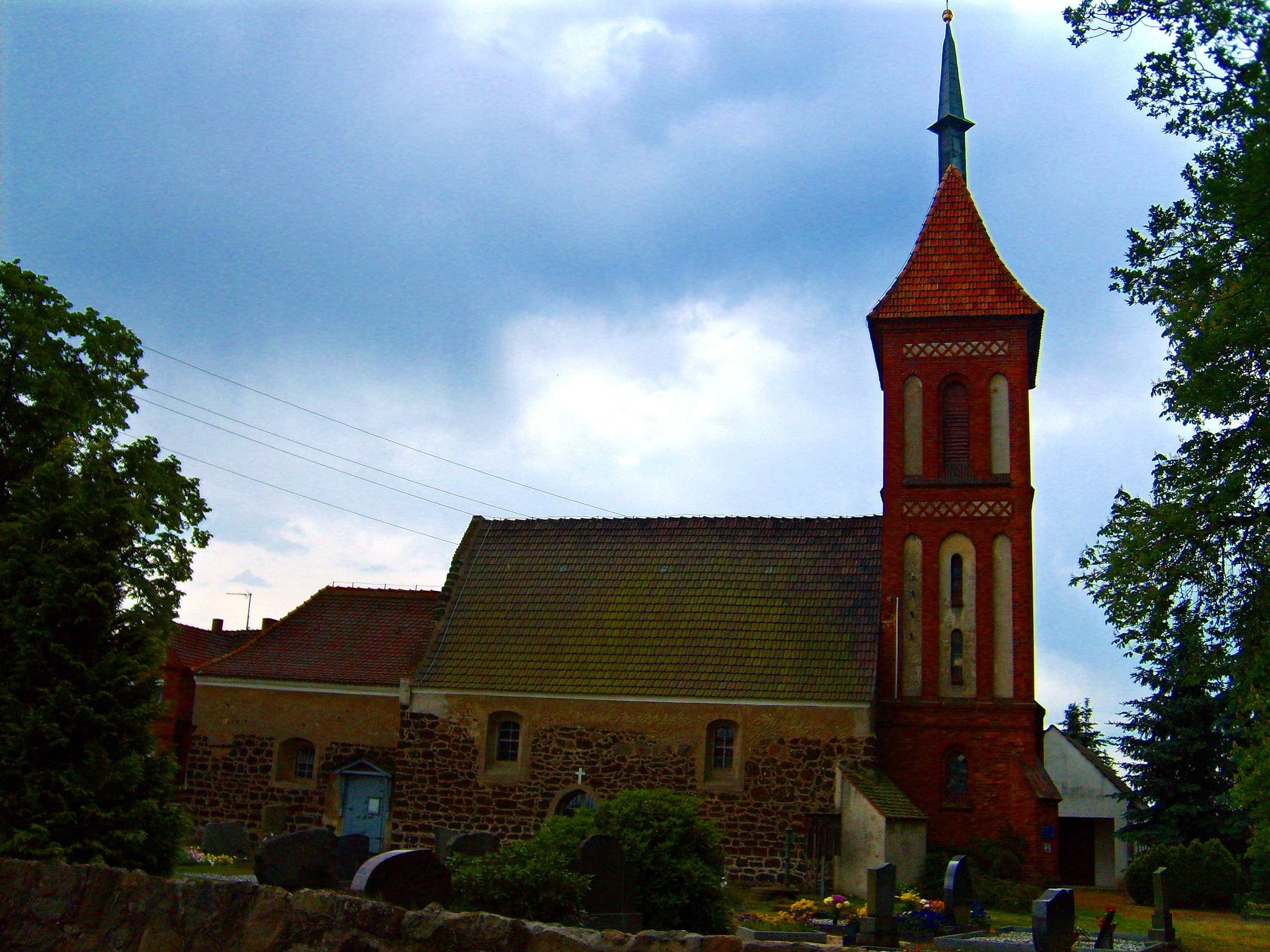

## Gemeindezugehörigkeit
Gruhno ist heute Teil der evangelischen Kirchengemeinde Friedersdorf, zu welchem neben Friedersdorf, auch Oppelhain, Rückersdorf und Gruhno gehören. Die Kirchgemeinde befindet sich im Kirchenkreis Niederlausitz der Evangelischen Kirche Berlin-Brandenburg-schlesische Oberlausitz, kurz EKBO.